# Dampiera marifolia
Dampiera marifolia är en tvåhjärtbladig växtart som beskrevs av George Bentham. Dampiera marifolia ingår i släktet Dampiera, och familjen Goodeniaceae. Inga underarter finns listade i Catalogue of Life.